# Gernsbach

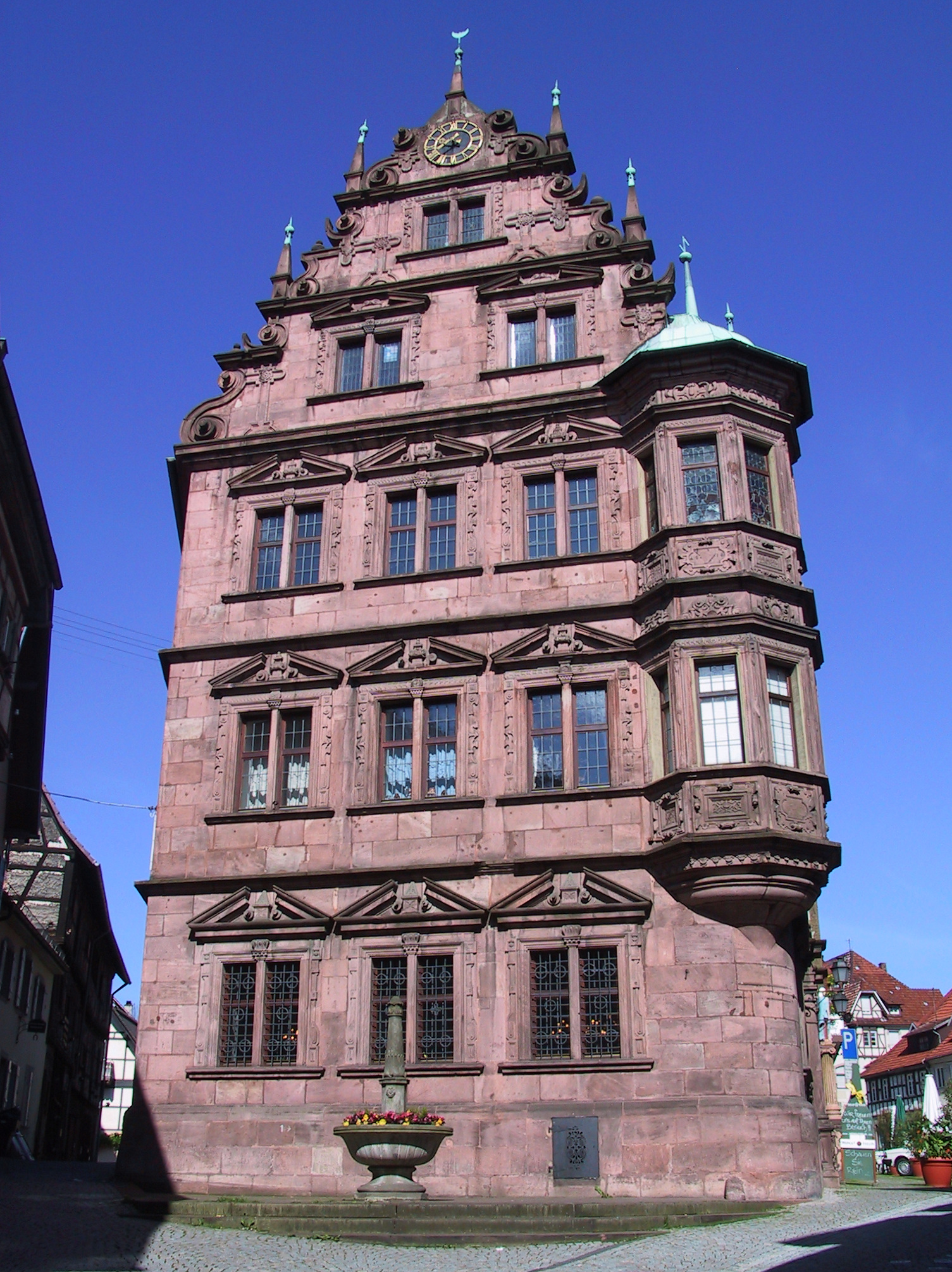
Gernsbach – Vechea Primărie

Gernsbach este un oraș din landul Baden-Württemberg, Germania.
1. ↑   https://www.spd-mittelbaden.de/mitglieder/ Lipsește sau este vid: |title= (ajutor)
2. ↑   http://www.statistik.baden-wuerttemberg.de/BevoelkGebiet/Bevoelkerung/01515020.tab?R=GS216017 Lipsește sau este vid: |title= (ajutor)